# Australische Militärfahrzeuge des Zweiten Weltkrieges
Die Militärfahrzeuge, die von Australien im Zweiten Weltkrieg eingesetzt wurden, waren zum großen Teil US-amerikanischer und britischer Herkunft.

## Kampfpanzer
| Kurzbezeichnung | Bezeichnung                                  | Hauptwaffe | Baujahre | Stückzahl | Bemerkung         |
| --------------- | -------------------------------------------- | ---------- | -------- | --------- | ----------------- |
| –               | Vickers Medium Tank Mk II (Special)          | –          |          |           | (britisch)        |
| –               | AC-1 Sentinel                                | –          |          |           | (australisch)     |
| –               | AEC Mk III                                   | –          |          |           | (britisch)        |
| –               | Fiat M11/39                                  | –          |          |           | (italienisch)     |
| –               | Light Tank Mk VI                             | –          |          |           | (britisch)        |
| –               | M13/40                                       | –          |          |           | (italienisch)     |
| –               | Infantry Tank Mk IV Churchill in „Crocodile“ | –          |          |           | (britisch)        |
| –               | M3 Lee/Grant                                 | –          |          |           | (US-amerikanisch) |
| –               | M3 Stuart                                    | –          |          |           | (US-amerikanisch) |
| –               | M4 Sherman                                   | –          |          |           | (US-amerikanisch) |
| –               | Matilda II Mk IV Close Support               | –          |          |           | (britisch)        |

## Tanketten
| Kurzbezeichnung | Bezeichnung       | Hauptwaffe | Baujahre | Stückzahl | Bemerkung  |
| --------------- | ----------------- | ---------- | -------- | --------- | ---------- |
| –               | Universal Carrier | –          |          |           | (britisch) |

## Amphibienfahrzeuge
| Kurzbezeichnung | Bezeichnung             | Ladung/Besatzung | Baujahre | Stückzahl | Bemerkung         |
| --------------- | ----------------------- | ---------------- | -------- | --------- | ----------------- |
| –               | Landing Vehicle Tracked | –                |          |           | (US-amerikanisch) |

## Gepanzerte Wagen
| Kurzbezeichnung | Bezeichnung              | Ladung/Besatzung | Baujahre | Stückzahl | Bemerkung         |
| --------------- | ------------------------ | ---------------- | -------- | --------- | ----------------- |
| –               | Dingo (Spähwagen)        | –                |          |           | (australisch)     |
| –               | T17E1 Staghound I        | –                |          |           | (US-amerikanisch) |
| –               | Rhino Heavy Armoured Car | –                |          |           |                   |
| –               | S1 Scout Car             | –                |          |           |                   |

## Lastkraftwagen
| Kurzbezeichnung | Bezeichnung                              | Ladung/Besatzung | Baujahre | Stückzahl | Bemerkung |
| --------------- | ---------------------------------------- | ---------------- | -------- | --------- | --------- |
| –               | Canadian Military Pattern Truck Ford F30 | –                |          |           |           |

## Motorräder
| Kurzbezeichnung | Bezeichnung            | Geschwindigkeit | Baujahre | Stückzahl | Bemerkung             |
| --------------- | ---------------------- | --------------- | -------- | --------- | --------------------- |
| –               | Harley-Davidson 42 WLA | –               |          |           | Lieferung aus den USA |
| –               | BSA WM20               | –               |          |           |                       |